# Sokilez (Winnyzja)
Sokilez (ukrainisch Сокілець; russisch Соколец Sokolez, polnisch Sokulec) ist ein Dorf im Zentrum der ukrainischen Oblast Winnyzja mit etwa 850 Einwohnern (2001).

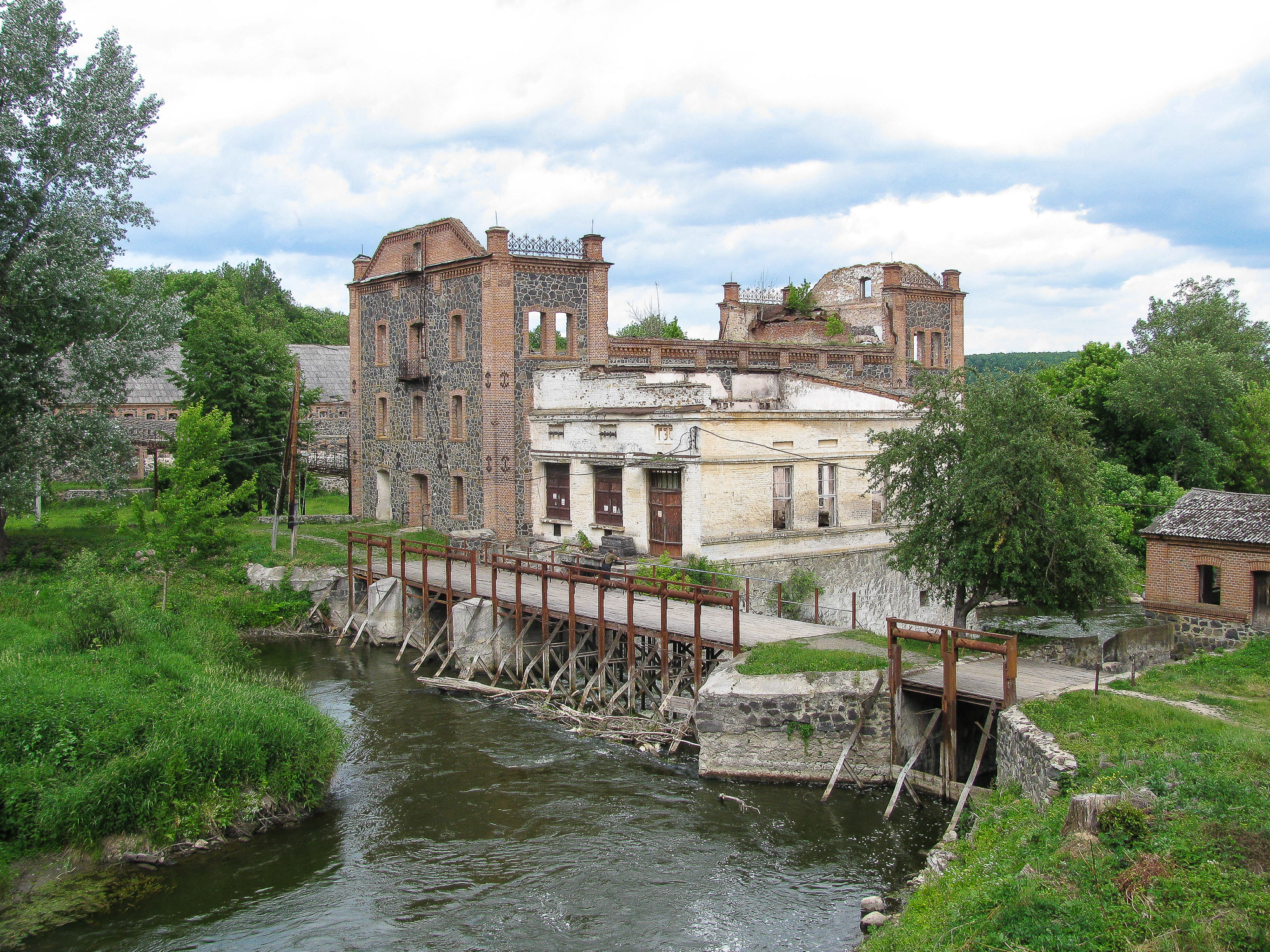
Wassermühle am Südlichen Bug

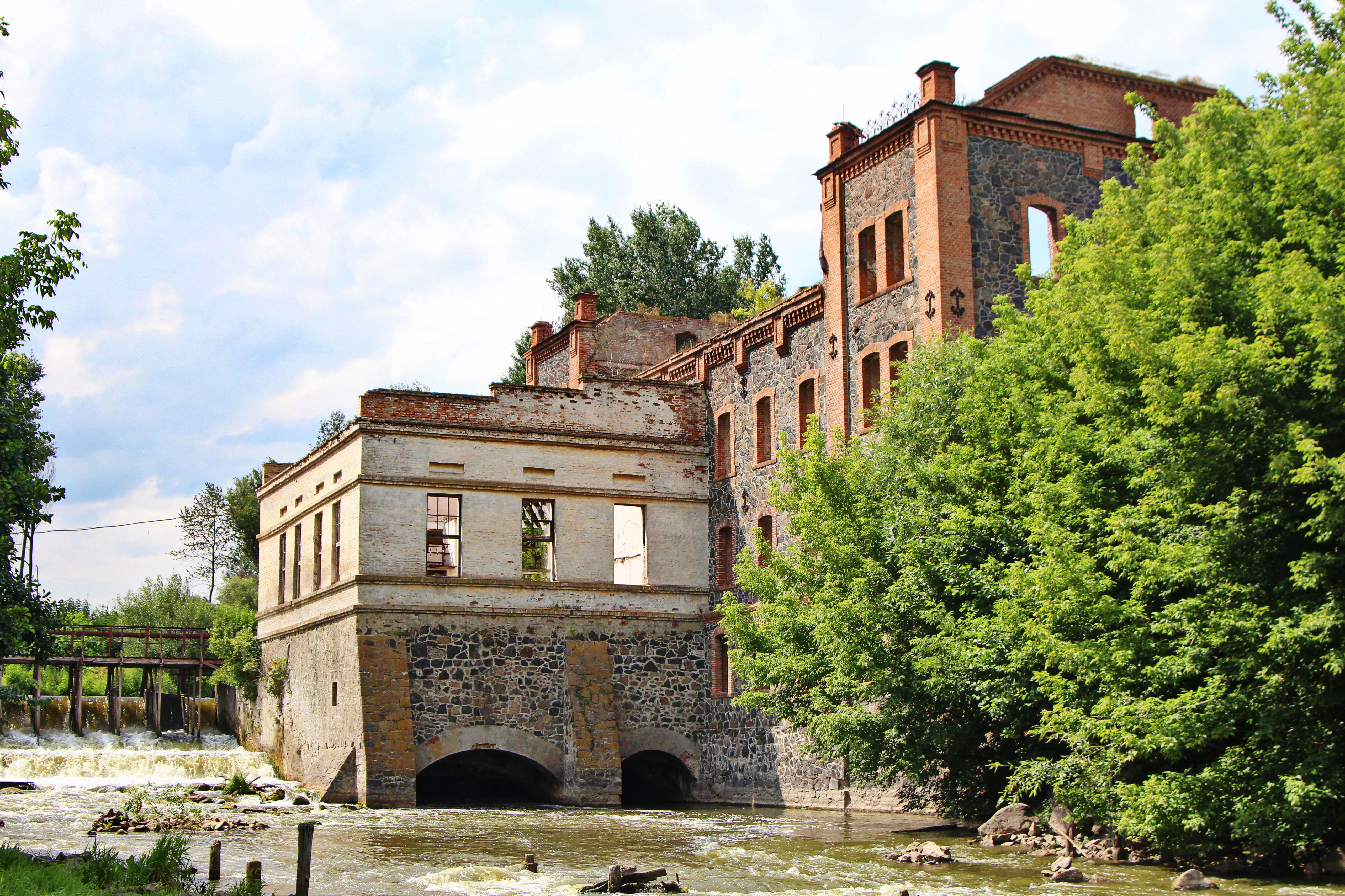
Mühle am Südlichen Bug vom Ende des 19. Jahrhunderts

Das erstmals im 15. Jahrhundert schriftlich erwähnte Dorf liegt in der historischen Region Podolien auf einer Höhe von 251 m am linken Ufer des Südlichen Bugs, 17 km südwestlich vom ehemaligen Rajonzentrum Nemyriw und etwa 55 km südöstlich vom Oblastzentrum Winnyzja.
Durch das Dorf verläuft die Regionalstraße P–36.
Im Dorf befindet sich der im späten 18. Jahrhundert entstandene Sokilez-Park (ukrainisch: Сокілецький парк Sokilezkyj park), ein Denkmal der Garten- und Parkkunst von lokaler Bedeutung, in dem 40 verschiedene Arten von Bäumen und Sträuchern wachsen. Außerdem steht am Ufer des Südlichen Bugs die Ruine einer in den Jahren 1894 bis 1899, von Konstantin Potocki mit Hilfe deutscher Handwerker erbauten, großen Mühle. Diese wurde 1951 zu einem Wasserkraftwerk umgebaut und 1992 zerstörte ein Brand sämtliche Holzkonstruktionen.
Am 12. Juni 2020 wurde das Dorf ein Teil der neugegründeten Stadtgemeinde Nemyriw, bis dahin bildete es zusammen mit den Dörfern Hwosdiw (Гвоздів) und Oleksijiwka (Олексіївка) die gleichnamige Landratsgemeinde Sokilez (Сокілецька сільська рада/Sokilezka silska rada) im Südwesten des Rajons Nemyriw.
Am 17. Juli 2020 kam es im Zuge einer großen Rajonsreform zum Anschluss des Rajonsgebietes an den Rajon Winnyzja.